# Acanthomyops latipes
Acanthomyops latipes је инсект из реда Hymenoptera. 

## Угроженост
Ова врста се сматра рањивом у погледу угрожености врсте од изумирања.

## Распрострањење
Распон врста је у Северној Америци.